# Molino de la Tandera
El molino de la Tandera (en valenciano Molí de la Tandera) es un antiguo molino hidráulico ubicado en Paterna (Valencia, España). Se encuentra en la zona de la Tandera y sobre el canal principal de la acequia de Moncada. Está incoado como bien de relevancia local.

## Historia
El molino de la Tandera se construyó en 1836 y, aunque se subdividió durante el siglo xix, se volvió a unir en un único casal ya en el siglo xx. Pasó por varios propietarios (sin que su nombre se modificara), aunque sí los edificios. De hecho, del edificio original solo se conserva la fachada y las estructuras subterráneas. En 1971 pasó a albergar una serrería de mármol, que sigue funcionando en la actualidad.

## Descripción
Se trataba de un molino harinero de seis muelas, dispuesto de forma transversal sobre el cauce principal de la acequia de Moncada. Del edificio original solo se conservan la fachada y las estructuras subterráneas, mientras que el resto de paramentos, cubiertas y plantas interiores han desaparecido; el resto de instalaciones con que se completaba el complejo están actualmente arruinadas.
Es de interés el derramador del molino, que arranca en la acequia de Moncada y se introduce en los cárcavos. A la derecha del canal se conserva un cárcavo con fábrica de sillería, que conserva una rueda motriz en su interior. El puente que cruza la acequia, dado que posee elementos similares a dicho cárcavo, puede datarse en la misma época, anterior al siglo xix. De la sala de molienda solo se conservan algunos apoyos para la maquinaria.